# Diethylsulfát
Diethylsulfát (DES) je vysoce toxická, hořlavá a pravděpodobně karcinogenní chemická sloučenina se vzorcem (C2H5)2SO4. Vyskytuje se jako bezbarvá olejovitá kapalina se slabým mátovým zápachem a je korozivní pro tkáně a kovy. Používá se jako alkylační činidlo k přípravě ethylderivátů fenolů, aminů a thiolů. Používá se také k výrobě barviv a textilií.

## Vlastnosti
Diethylsulfát je kapalina citlivá na vlhkost. Zahřívání může vést k uvolňování toxických plynů a par. Časem tmavne. Při styku s vodou tvoří ethylalkohol, ethylsulfát a nakonec kyselinu sírovou. Je také hořlavý; při spalování vznikají oxidy síry, ether a ethen.

## Toxicita
Diethylsulfát je silné alkylační činidlo, které ethyluje DNA a způsobuje mutace somatických i zárodečných buněk, a je tedy genotoxické. Podle Mezinárodní agentury pro výzkum rakoviny (IARC) nejsou od roku 1999 k dispozici dostatečné důkazy o karcinogenních vlastnostech diethylsulfátu u lidí, ale u zvířat ano. IARC jej klasifikuje jako karcinogen skupiny 2A (pravděpodobně karcinogenní pro člověka). Pokusy se zvířaty naznačují, že tato sloučenina je pravděpodobně karcinogenní pro člověka, protože se podílela na vzniku rakoviny hrtanu. Důkazy o účincích této chemické sloučeniny na reprodukční nebo vývojové zdraví rovněž chybí.
Vdechnutí této chemické sloučeniny může být smrtelné a může vyvolat nevolnost nebo zvracení. Polknutí této látky může být rovněž smrtelné nebo může vést k nevolnosti, zvracení nebo silným bolestem břicha. Kontakt s kůží nebo absorpce přes kůži má rovněž smrtelný potenciál a může způsobit těžké popáleniny.

## Příprava
Diethylsulfát lze připravit absorpcí ethenu do koncentrované kyseliny sírové nebo dýmáním kyseliny sírové do diethyletheru nebo ethanolu. Čistí se rektifikací ve vakuu. To lze provést v dostatečně velkém měřítku pro komerční výrobu. Poté se dá zakoupit jako technický produkt nebo pro použití v laboratoři s čistotou 99,5 %, resp. 95 % až 98 %.